# Aldo Bet
Aldo Bet (Mareno di Piave, 1949. március 26. – Varese, 2023. november 12.) válogatott olasz labdarúgó, hátvéd.

## Pályafutása

### Klubcsapatban
Az Internazionale korosztályos csapatában kezdte a labdarúgást. Az 1967–68-as szezonban mutatkozott be az első csapatban. 1968 és 1973 között az AS Roma labdarúgója volt, ahol 1969-ben olaszkupa-győztes lett a csapattal. 1973–74-ben a Hellas Verona, 1974 és 1981 között az AC Milan játékosa volt. A Milannal egy-egy olasz bajnoki címet és kupagyőzelmet ért el.  1981–82-ben a Campania csapatában fejezte be az aktív játékot.

### A válogatottban
1971-ben két alkalommal szerepelt az olasz válogatottban.

## Sikerei, díjai
AS Roma
- Olasz kupa (Coppa Italia)
  - győztes: 1969

 AC Milan
- Olasz bajnokság (Serie A)
  - bajnok: 1978–79
- Olasz bajnokság (másodosztály, Serie B)
  - bajnok: 1980–81
- Olasz kupa (Coppa Italia)
  - győztes: 1977

## Statisztika

### Mérkőzései az olasz válogatottban
| Olaszország | Olaszország        | Olaszország                 | Olaszország | Olaszország | Olaszország   | Olaszország  | Olaszország | Olaszország |
| #           | Dátum              | Helyszín                    | Hazai       | Eredmény    | Vendég        | Kiírás       | Gólok       | Esemény     |
| ----------- | ------------------ | --------------------------- | ----------- | ----------- | ------------- | ------------ | ----------- | ----------- |
| 1.          | 1971. február 20.  | Cagliari, Sant’Elia stadion | Olaszország | 1 – 2       | Spanyolország | barátságos   | -           |             |
| 2.          | 1971. november 20. | Róma, Olimpiai Stadion      | Olaszország | 2 – 2       | Ausztria      | Eb-selejtező | -           |             |
|             | Összesen           |                             |             | 2           | mérkőzés      |              | 0           | gól         |